# La Vie au soleil
La Vie au soleil est un magazine naturiste trimestriel français créé en 1949.

## Historique
La revue La Vie au soleil a été fondée par Albert Lecocq (1905-1969) en 1948 : le premier numéro remonte au 1er février 1949. 
Après sa mort, sa veuve Christiane Lecocq (rencontrée dans le milieu naturiste et épousée en 1933) continua son œuvre et La Vie au soleil.
Magazine de propagande à ses origines, il affiche actuellement une ligne éditoriale plus large : le fil rouge reste l'actualité naturiste qui y est exposée sous la forme de reportages, de réflexions, de dossiers thématiques, mais il évoque d'autres thématiques (art et culture, santé, sport, alimentation).
Le magazine a changé plusieurs fois de nom après 1983, et il a repris son nom d'origine en 1994. 
- La Vie au soleil de 1949 à 1983
- Vivre nu magazine de 1984 à 1991
- le Nouveau Naturiste de 1992 à 1993
- La Vie au soleil, Naturisme Information depuis janvier 2011

## Distribution
En kiosque et par abonnement.
Le titre a été repris par Village Center en juillet 2011. La revue reparaît sous le nom de La Vie au Soleil, Naturisme Information depuis mai 2011.